# Murudeshwara

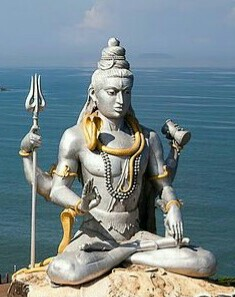
Shiva-Statue und Murdeshwar-Tempel

Murudeshwara oder Murdeshwar ist ein ca. 1500 Einwohner zählendes Dorf im Gemeindebezirk (taluk) von Bhatkal im Distrikt Uttara Kannada im südwestindischen Bundesstaat Karnataka. Der Ort ist seit Jahrhunderten als Pilgerstätte bekannt und entwickelt sich mehr und mehr zu einem Tourismusziel.

## Lage
Murudeshwara liegt an der zumeist bergigen Westküste Karnatakas in einer Höhe von ca. 5 bis 25 m ü. d. M. knapp 200 km (Fahrtstrecke) südlich von Goa bzw. gut 150 km nördlich von Mangaluru. Das Klima ist subtropisch schwül; Regen fällt nahezu ausschließlich während der Monsunmonate Juni bis Oktober.

## Bevölkerung
Die mehrheitlich Kannada sprechende Landbevölkerung besteht nahezu ausnahmslos aus Hindus; Moslems und andere Religionen bilden zahlenmäßig kleine Minderheiten. Der männliche und der weibliche Bevölkerungsanteil sind ungefähr gleich hoch.

## Wirtschaft
Die Einwohner von Murudeshwara lebten und leben weitgehend als Fischer und Bauern – während in früheren Zeiten nahezu ausschließlich zur Selbstversorgung gewirtschaftet wurde, sind mit der Verbesserung der Transportmöglichkeiten und dem zunehmenden Tourismus auch andere Absatzmärkte hinzugekommen.

## Geschichte
Murudeshwara war bis zur Mitte des 20. Jahrhunderts ein kleiner Fischerort, in welchem auch ein altes Shiva-Heiligtum existierte. Seit den 1980er Jahren wurden die Pilgerstätte und der Urlaubstourismus mehr und mehr ausgebaut und so erlebt das ehemals abgelegene Dorf derzeit einen kleinen Touristenboom.

## Mythos
Der mächtige Dämon Ravana, König von Sri Lanka, war ein großer Anhänger Shivas. Durch lange währende und strenge Bußübungen versuchte er den Gott dazu zu bewegen, ihm den Atma Lingam, einen Stein mit der Kraft, seinen Besitzer unsterblich zu machen, zu überlassen. Schließlich willigte Shiva ein, doch stellte er die Bedingung, dass der Lingam niemals den Erdboden berühren dürfe. Der Weise Narada erkannte, welche Macht der Dämon erlangt hatte und bat Vishnu, ihn und somit alle Menschen vor der Bedrohung durch Ravana zu bewahren. Vishnu schuf die Illusion eines Sonnenuntergangs, woraufhin Ravana seine abendlichen Gebete sprechen wollte – er bat einen gerade vorbeikommenden Brahmanen-Jüngling den Atma Lingam zu halten, doch ließ jener, hinter dem sich niemand anderes als Ganesha verbarg, den Lingam zu Boden sinken, so dass er all seine Kraft verlor. Ravana zerschmetterte daraufhin den Stein in tausend Bruchstücke, von denen eines in Murudeshwara niederfiel.

## Sehenswürdigkeiten
Sämtliche Sehenswürdigkeiten befinden sich auf einer kleinen, der Küste vorgelagerten Halbinsel.
- Die ca. 37 m hohe Shiva-Statue zeigt den Gott im Lotossitz auf dem höchsten Punkt des Hügels; seine Hände halten die üblichen Attribute: Sanduhrtrommel (damaru) und Dreizack (trishula). Er sitzt auf einem Tigerfell, welches ihm auch als Schurzfell dient. Um seinen Hals und Oberkörper windet sich die Schlange vasuki, außerdem trägt er eine doppelte Halskette; seine Haarflechten sind hochgesteckt – darin befindet sich eine kleine Halbmondsichel (chandra). Sein Blick geht über den vor ihm liegenden Nandi-Bullen hinweg nach Süden.
- In der Nähe befindet sich eine Figurengruppe mit Shiva, Parvati, dem Nandi-Bullen und dem Asketendämon Ravana.
- Zu Füßen des Hügels erhebt sich ein über 70 m hoher Gopuram-Turm, dessen 20 Geschosse begehbar sind und als Aussichtsplattformen dienen. Der Eingang zum Turm wird flankiert von zwei lebensgroßen Elefanten.
- In der Nähe steht der alte, in Teilen vergoldete Murdeshwar-Tempel.